# Не чіпай здобич
«Не чіпай здобич» (фр. Touchez pas au grisbi) — франко-італійська кримінальна драма 1954 року, поставлена режисером Жаком Беккером за однойменним романом Альбера Сімонена. Стрічка брала участь в основній конкурсній програмі Венеційського кінофестивалю 1954 року, де виконавець головної ролі Жан Габен здобув Кубок Вольпі за найкращу чоловічу роль.

## Сюжет
Двоє немолодих шахраїв, давні друзі Макс-Брехун (Жан Габен) і Рітон (Рене Дарі) здійснили сенсаційне пограбування в Орлі, діставши 100 кілограмів золота. Макс розраховує, що це останнє пограбування забезпечить йому бажане мирне життя на спочинку. Але Рітон, не утримавшись, розповідає про вдалу справу своїй молодій коханці Жозі (Жанна Моро), а та йде з цією новиною до Анжело (Ліно Вентура), шахрая нового покоління, з яким вона зраджує Рітону. Анжело з двома прибічниками викрадає Рітона і вимагає золото замість викупу. У черговий раз втомлений і роздратований Макс вимушений рятувати друга, як це раніше бувало не раз.
Обмін повинен відбутися вночі на заміській дорозі. Макс, його юний протеже Марко і старий друг П'єро повинні віддати зливки Анжело, який відпустить Рітона. Зустріч закінчується кровопролиттям. Марко убитий. Убивши Анжело і його головорізів, Макс вимушений кинути золото в палаючій машині і якнайшвидше везти в Париж важко пораненого Рітона. Тому роблять операцію; небезпека, здається, позаду. Щоб відвести від себе підозри, Макс показується з американкою Бетті в тих місцях, де його звикли бачити. У ресторані він дізнається по телефону, що Рітон помер від ран.

## У ролях
| Жан Габен     | ···· | Макс                |
| Рене Дарі     | ···· | Анрі Дюкро ді Рітон |
| Жанна Моро    | ···· | Жозі                |
| Ліно Вентура  | ···· | Анжело              |
| Поль Франкер  | ···· | П'єро               |
| Поль Еттлі    | ···· | Оскар               |
| Даніель Коші  | ···· | Фіфі                |
| Мішель Журдан | ···· | Марко               |
| Дора Долл     | ···· | Лола                |
| Габі Бассе    | ···· | Марінетта           |
| Деліа Скала   | ···· | Югетта              |
| Домінік Давре | ···· | проститутка         |

## Значення
Блиск імені Жана Габена після Другої світової війни неабияк зблякнув, але з фільму «Не чіпай здобич» розпочалося його повернення на акторський Олімп. За цю роботу він отримав Кубок Вольпі за найкращу чоловічу роль на Венеціанському фестивалі 1954 року. Ритуальна сторона гангстерського життя, злодійський кодекс честі, стоїчне прийняття неминучої невдачі — усі ці теми отримають подальший розвиток у фільмах Жана-П'єра Мельвіля.
Інтрига обростає багатьма начебто непотрібних побутових подробиць, які не лише створюють атмосферу легендарного, але такого, що вже відходить в минуле Монмартра, але і виявляються іноді більше захопливими, ніж викрадення і погоня. Action перетворився на фільм про старість, що настає, про людину, яка втрачає не лише друга і гроші, але і молодість.— М. Трофименков

## Визнання
| Нагороди та номінації фільму «Не чіпай здобич» | Нагороди та номінації фільму «Не чіпай здобич» | Нагороди та номінації фільму «Не чіпай здобич» | Нагороди та номінації фільму «Не чіпай здобич» | Нагороди та номінації фільму «Не чіпай здобич» | Нагороди та номінації фільму «Не чіпай здобич» |
| Рік                                            | Кінофестиваль/кінопремія                       | Категорія/нагорода                             | Номінант                                       | Результат                                      |                                                |
| ---------------------------------------------- | ---------------------------------------------- | ---------------------------------------------- | ---------------------------------------------- | ---------------------------------------------- | ---------------------------------------------- |
| 1954                                           | Венеційський кінофестиваль                     | Золотий лев                                    | Не чіпай здобич                                | Номінація                                      |                                                |
| 1954                                           | Венеційський кінофестиваль                     | Кубок Вольпі за найкращу чоловічу роль         | Жан Габен                                      | Перемога                                       |                                                |